# Томе, Отто Вильгельм
О́тто Ви́льгельм Томе́ (нем. Otto Wilhelm Thomé; 1840 год, Кёльн, Германия — 1925 год) — немецкий ботаник и художник — ботанический иллюстратор.
Известен своим сборником ботанических иллюстраций «Flora von Deutschland, Österreich und der Schweiz in Wort und Bild für Schule und Haus» (Флора Германии, Австрии и Швейцарии в рассказах и образах для школы и дома). Первое издание, в 4 томах с 572 иллюстрациями, вышло в 1885 году в Гере, Германия. Последующие 8 томов были добавлены к серии Вальтером Мигулой с повторным изданием в 1903 году.
Образцы иллюстраций Отто Томе из книги «Флора Германии»:

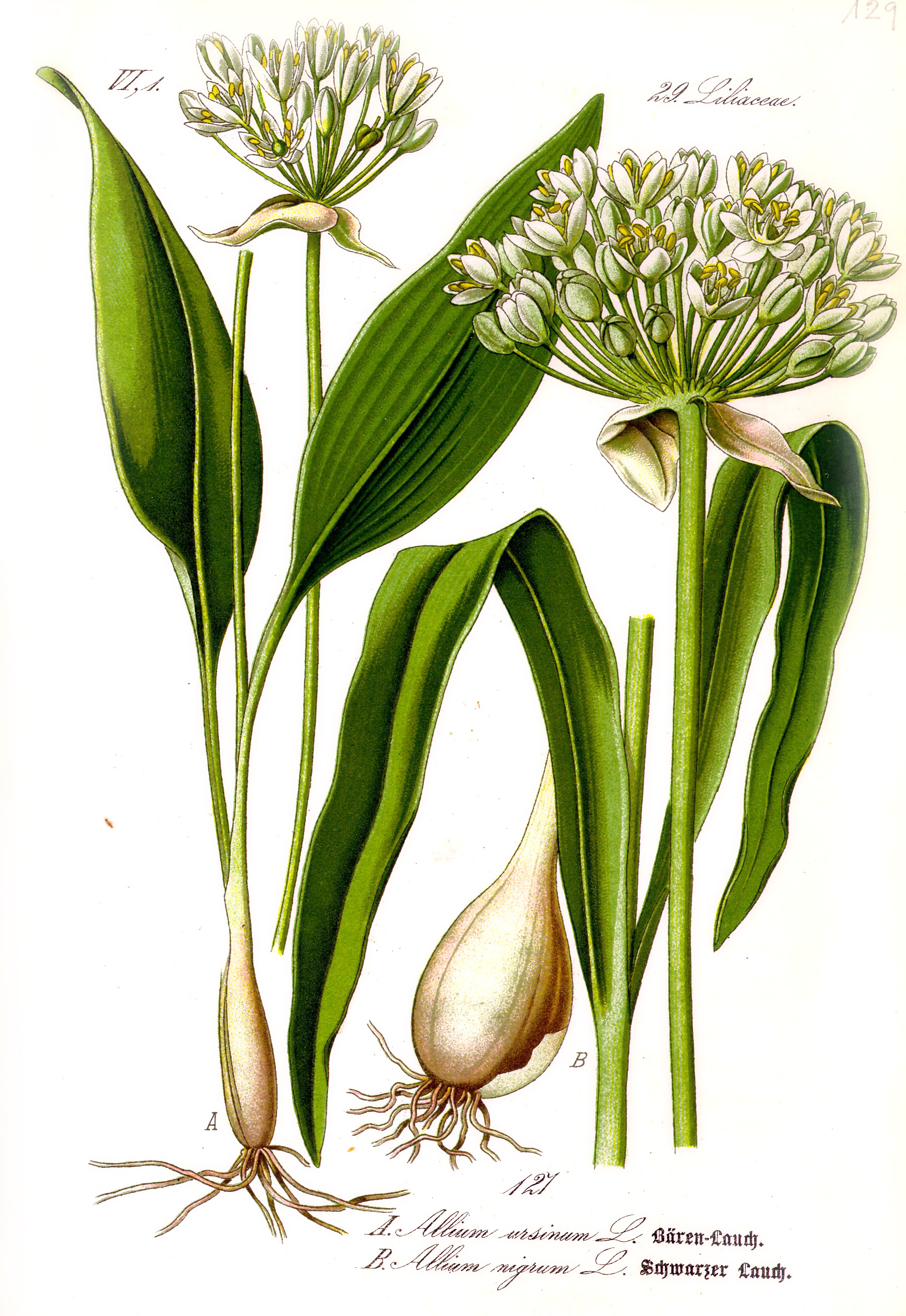
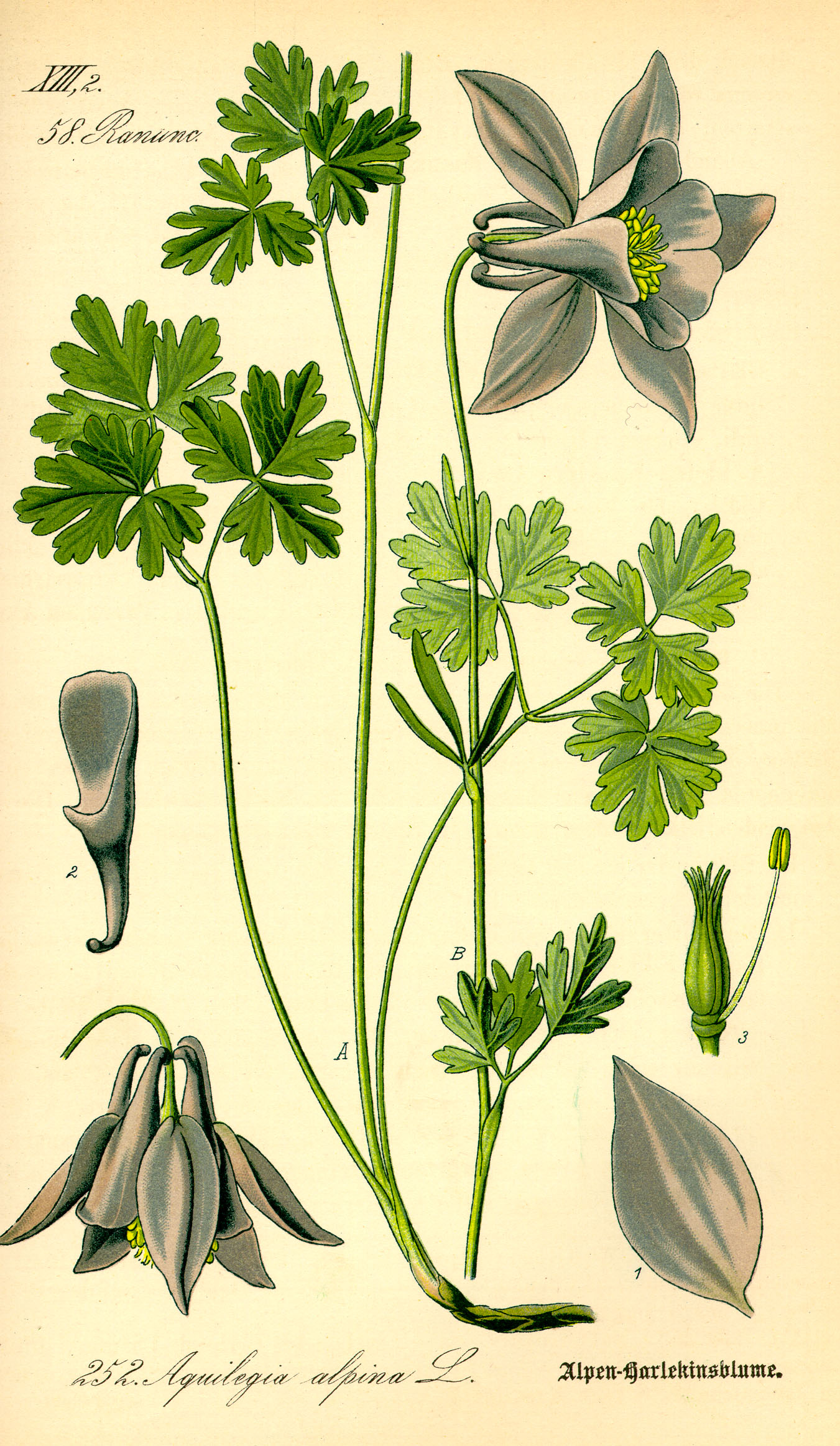
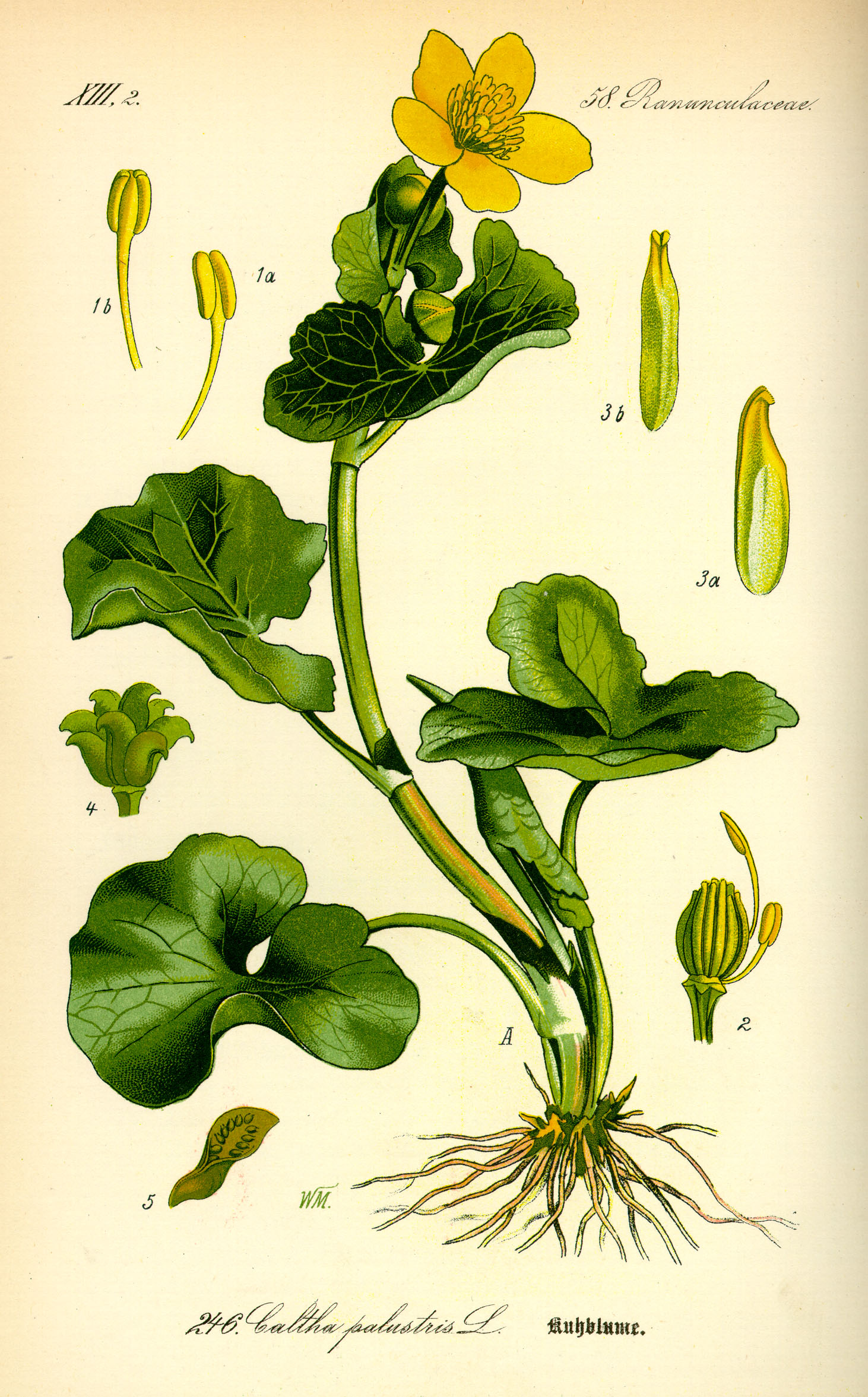
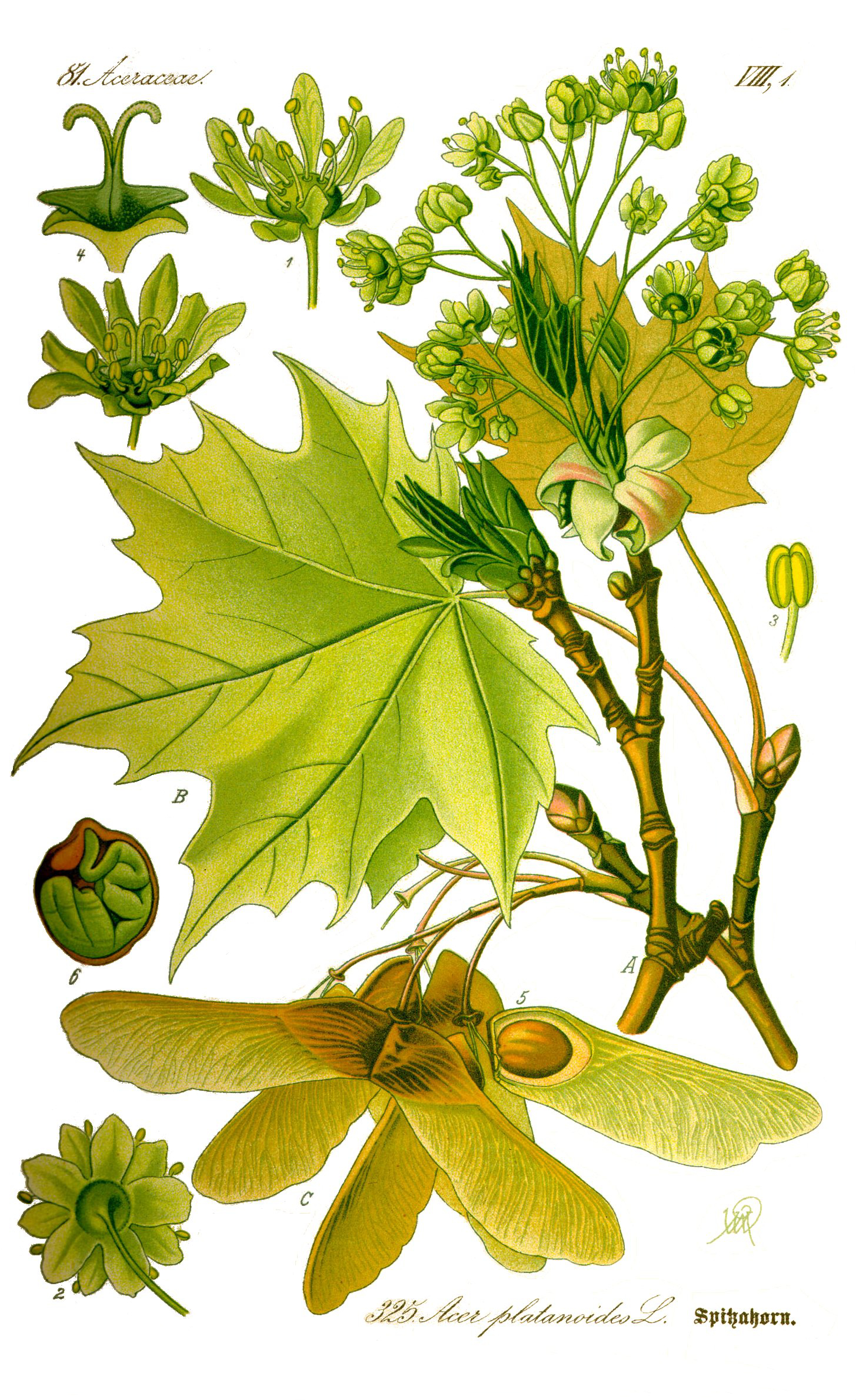

- Черемша (Allium ursinum L.)
- Водосбор альпийский (Aquilegia alpina L.)
- Калужница болотная (Caltha palustris L.)
- Клён остролистный (Acer platanoides L.)